# 体育会
| ウィキペディアには「体育会」という見出しの百科事典記事はありません（タイトルに「体育会」を含むページの一覧/「体育会」で始まるページの一覧）。 代わりにウィクショナリーのページ「体育会」が役に立つかもしれません。 |